# Sabato in
Sabato in è stato lo spin-off del programma televisivo Unomattina in famiglia, condotto da Tiberio Timperi e Ingrid Muccitelli, in onda dal 17 ottobre 2015 al 28 maggio 2016.

## Il programma

### Genesi e storia
Nel 2014, a seguito della chiusura del programma Le amiche del sabato, il sabato pomeriggio di Rai 1 rimase scoperto dopo circa 7 anni, anche per una questione di costi.
Nella stagione televisiva 2014-2015 i programmi susseguitisi nel corso dell'anno nel primo pomeriggio del sabato (Linea bianca e Legàmi) ottennero risultati d'ascolto molto bassi, e a fine stagione si optò per un allungamento di Unomattina in famiglia per la sola giornata del sabato (alla domenica continua ad andare in onda Domenica in), con lo stesso team e gli stessi autori che già collaborano nel programma al sabato e alla domenica mattina. A causa dei bassi ascolti, il programma viene chiuso definitivamente dopo una sola stagione.

### Contenuti
In quanto spin-off di Unomattina in famiglia, i contenuti del programma sono simili a quelli di quest'ultimo. Il programma è di genere infotainment, in particolar modo vengono trattati temi di attualità, spettacolo e musica. Presenze fisse del programma: Katia Ricciarelli nel ruolo di inviata speciale e Gianni Ippoliti in quello di curatore della rassegna stampa di cronaca rosa.